# Słobodarka

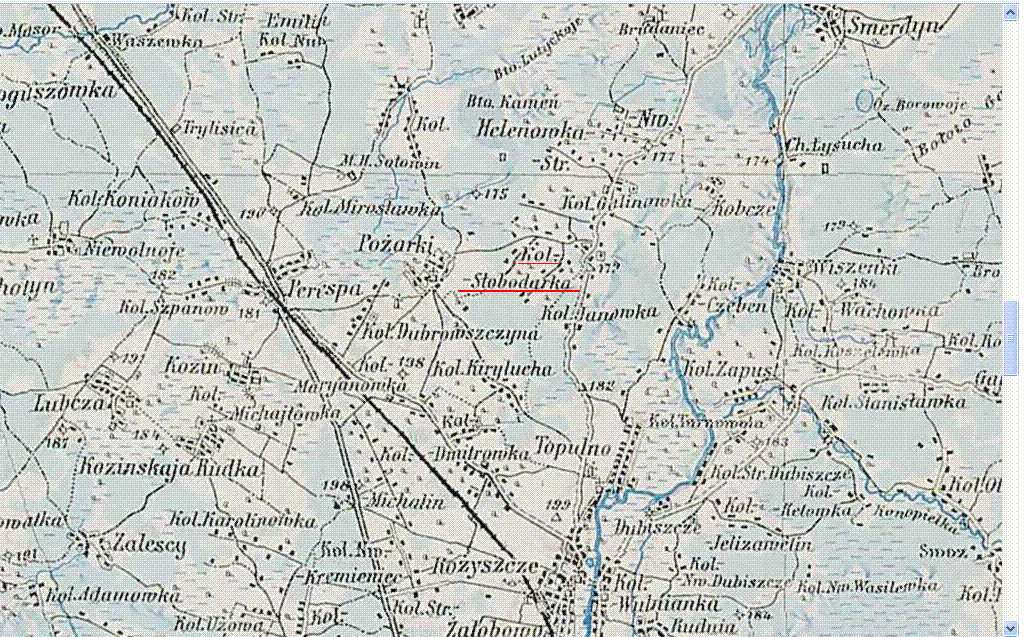
Położenie Słobodarki na austro-węgierskiej mapie sztabowej z ok. 1910

Słobodarka – dawna wieś leżąca na terenie dzisiejszego rejonu rożyszczeńskiego na Ukrainie. W okresie międzywojennym na terenie gminy Rożyszcze. Podczas rzezi wołyńskiej silny ośrodek samoobrony polskich mieszkańców przed oddziałami ukraińskich nacjonalistów. Zlikwidowana podczas II wojny światowej w związku z budową radzieckiego lotniska polowego.